# Oberea
Oberea is een kevergeslacht uit de familie van de boktorren (Cerambycidae). De wetenschappelijke naam van het geslacht werd voor het eerst geldig gepubliceerd in 1835 door Dejean.

## Soorten
Oberea omvat de volgende soorten:
- Oberea donceeli Pic, 1907
- Oberea erythrocephala (Schrank, 1776)
- Oberea euphorbiae (Germar, 1813)
- Oberea histrionis Pic, 1917
- Oberea ressli Demelt, 1963
- Oberea ruficeps Fischer, 1842
- Oberea taygetana Pic, 1901
- Oberea abdominalis Jordan, 1894
- Oberea acuta Gressitt, 1951
- Oberea adumbrata (Tippmann, 1958)
- Oberea affinis Harris, 1841
- Oberea andamana Breuning, 1962
- Oberea andamanica Breuning, 1962
- Oberea angolana Breuning, 1962
- Oberea angolensis Breuning, 1950
- Oberea anguina Pascoe, 1867
- Oberea angustata Pic, 1923
- Oberea annamensis Breuning, 1969
- Oberea annulicornis Pascoe, 1858
- Oberea antennata Franz, 1972
- Oberea anterufa Breuning, 1962
- Oberea apicenigrita Breuning, 1962
- Oberea artocarpi Gardner, 1941
- Oberea assamensis Breuning, 1982
- Oberea aterrima Breuning, 1962
- Oberea atricilla Fairmaire, 1893
- Oberea atricilloides Breuning, 1964
- Oberea atroantennalis Breuning, 1962
- Oberea atropunctata Pic, 1916
- Oberea auricollis Aurivillius, 1922
- Oberea auriventris Breuning, 1962
- Oberea baliana Breuning, 1962
- Oberea balineae Heller, 1915
- Oberea bangueyensis Breuning, 1950
- Oberea baramensis Heyden, 1897
- Oberea batoensis Breuning, 1951
- Oberea bicallosicollis Pic, 1933
- Oberea bicoloricornis Pic, 1915
- Oberea bicoloripennis Breuning, 1950
- Oberea bimaculata (Olivier, 1795)
- Oberea bimaculicollis Breuning, 1962
- Oberea binotaticollis Pic, 1915
- Oberea birmanica Gahan, 1894
- Oberea bisbimaculata Breuning, 1962
- Oberea bisbipunctata Pic, 1916
- Oberea bisbipunctulata Breuning, 1962
- Oberea bivittata Aurivillius, 1911
- Oberea bootangensis Breuning, 1962
- Oberea breviantennalis Kurihara & N. Ohbayashi, 2006
- Oberea brevithorax Gressitt, 1936
- Oberea callosicollis Breuning, 1962
- Oberea cariniscapus Breuning, 1956
- Oberea caseyi Plavilstshikov, 1926
- Oberea ceylonica Aurivillius, 1921
- Oberea chapaensis Pic, 1928
- Oberea cingulata (Aurivillius, 1914)
- Oberea circumscutellaris Breuning, 1962
- Oberea clara Pascoe, 1866
- Oberea compta Pascoe, 1867
- Oberea conicus Wang, Chiang & Zheng, 2002
- Oberea consentanea Pascoe, 1867
- Oberea coxalis Gressitt, 1940
- Oberea curialis Pascoe, 1866
- Oberea curticollis (Pic, 1928)
- Oberea curtilineata Pic, 1915
- Oberea davaoensis Breuning, 1962
- Oberea deficiens Casey, 1924
- Oberea delongi Knull, 1928
- Oberea demissa (Newman, 1842)
- Oberea denominata Plavilstshikov, 1926
- Oberea densepilosa Breuning, 1955
- Oberea densepunctata Breuning, 1954
- Oberea densepunctipennis Breuning, 1962
- Oberea depressa (Gebler, 1825)
- Oberea difformis Jordan, 1894
- Oberea discoidalis (Jordan, 1894)
- Oberea distinctipennis Pic, 1902
- Oberea diversimembris Pic, 1923
- Oberea elegantula (Kolbe, 1894)
- Oberea elongaticollis Breuning, 1962
- Oberea elongatipennis Pic, 1940
- Oberea erythrostoma Heller, 1915
- Oberea ferruginea Thunberg, 1787
- Oberea flava Breuning, 1962
- Oberea flavipennis Breuning, 1950
- Oberea flavipes Haldeman, 1847
- Oberea flavoantennalis Breuning, 1962
- Oberea flavoantennata Breuning, 1962
- Oberea flavotrigonalis Breuning, 1950
- Oberea florensis Breuning, 1962
- Oberea floresica Breuning, 1962
- Oberea formosana Pic, 1911
- Oberea formososylvia Kurihara & N. Ohbayashi, 2007
- Oberea fulviceps Breuning, 1950
- Oberea fuscicollis Breuning, 1962
- Oberea fuscipennis (Chevrolat, 1852)
- Oberea fusciventris Fairmaire, 1895
- Oberea gabunensis Breuning, 1950
- Oberea gracilis (Fabricius, 1801)
- Oberea gracillima Pascoe, 1867
- Oberea grossepunctata Breuning, 1947
- Oberea hanoiensis Pic, 1923
- Oberea hebescens Bates, 1873
- Oberea herzi Ganglbauer, 1887
- Oberea heudei Pic, 1936
- Oberea heyrovskyi Pic, 1927
- Oberea himalayana Breuning, 1971
- Oberea holatripennoides (Löbl & Smetana, 2010)
- Oberea holonigra Breuning, 1962
- Oberea humeralis Gressitt, 1939
- Oberea humilis (Fairmaire, 1894)
- Oberea inclusa Pascoe, 1858
- Oberea incompleta Fairmaire, 1897
- Oberea infragrisea Breuning, 1978
- Oberea infranigra Breuning, 1962
- Oberea infranigrescens Breuning, 1947
- Oberea infrasericea Breuning, 1951
- Oberea insoluta Pascoe, 1867
- Oberea insperans Pascoe, 1867
- Oberea isigakiana Matsushita, 1941
- Oberea japonica (Thunberg, 1787)
- Oberea javana Breuning, 1962
- Oberea javanicola Breuning, 1950
- Oberea jordani Aurivillius, 1923
- Oberea kanarensis Breuning, 1950
- Oberea kandyana Breuning, 1962
- Oberea kangeana Breuning, 1969
- Oberea keyensis Breuning, 1962
- Oberea komiyai Kurihara & N. Ohbayashi, 2006
- Oberea kostini Danilevsky, 1988
- Oberea kualabokensis Hayashi, 1976
- Oberea kunbirensis Breuning, 1953
- Oberea lacana Pic, 1923
- Oberea laetifica Pascoe, 1867
- Oberea lama Gressitt, 1942
- Oberea laosensis Breuning, 1963
- Oberea lateapicalis Pic, 1939
- Oberea latericollis Breuning, 1962
- Oberea laterinigricollis Breuning, 1976
- Oberea latipenne Gressitt, 1939
- Oberea lepesmei Breuning, 1956
- Oberea lepesmiana Breuning, 1956
- Oberea leucothrix Toyoshima, 1982
- Oberea linearis (Linnaeus, 1761)
- Oberea longissima Aurivillius, 1907
- Oberea luluensis Breuning, 1950
- Oberea lutea (Thunberg, 1787)
- Oberea lyncea Pascoe, 1867
- Oberea macilenta (Newman, 1842)
- Oberea maculicollis Lucas, 1842
- Oberea manipurensis Breuning, 1962
- Oberea matangensis Breuning, 1962
- Oberea medioflavoantennalis Breuning, 1962
- Oberea mediofusciventris Breuning, 1962
- Oberea melanocephala (Aurivillius, 1914)
- Oberea melanostoma Heller, 1915
- Oberea mentaweiensis Breuning, 1962
- Oberea meridionalis Breuning, 1962
- Oberea micholitzi Heller, 1915
- Oberea mimetica Heller, 1915
- Oberea mixta Bates, 1873
- Oberea monticola Fisher, 1935
- Oberea morio Kraatz, 1879
- Oberea morosa Pascoe, 1867
- Oberea mutata Pascoe, 1867
- Oberea myops Haldeman, 1847
- Oberea neavei (Aurivillius, 1914)
- Oberea nefasta Pascoe, 1867
- Oberea neptis Pascoe, 1867
- Oberea neutralis Pascoe, 1867
- Oberea nigerrima Breuning, 1950
- Oberea nigrescens Breuning, 1962
- Oberea nigriceps (White, 1844)
- Oberea nigripennis Breuning, 1950
- Oberea nigripes Breuning, 1950
- Oberea nigroapiciventris Breuning, 1962
- Oberea nigrobasipennis Breuning, 1950
- Oberea nigrocincta (Aurivillius, 1907)
- Oberea nigrofemoralis Breuning, 1950
- Oberea nigrolateralis Breuning, 1950
- Oberea nigrolineata (Aurivillius, 1916)
- Oberea nigrolineatipennis Breuning, 1970
- Oberea nigrotibialis Breuning, 1972
- Oberea notata Pic, 1936
- Oberea nyassana Breuning, 1950
- Oberea ocellata Haldeman, 1847
- Oberea octava Schwarzer, 1927
- Oberea oculata (Linnaeus, 1758)
- Oberea oculaticollis (Say, 1824)
- Oberea ohbayashii Kurihara, 2009
- Oberea okinawana Kusakabe, 1992
- Oberea opaca Gahan, 1907
- Oberea opacipennis Breuning, 1962
- Oberea ophidiana Pascoe, 1858
- Oberea ornativentris Breuning, 1962
- Oberea orothi Breuning, 1962
- Oberea pagana Harold, 1880
- Oberea palawanensis Breuning, 1962
- Oberea pallida Casey, 1913
- Oberea pallidula Gerstaecker, 1855
- Oberea paraneavei Breuning, 1976
- Oberea pararubetra Breuning, 1965
- Oberea parteflavoantennalis Breuning, 1962
- Oberea partenigricollis Breuning, 1962
- Oberea pedemontana Chevrolat, 1856
- Oberea perspicillata Haldeman, 1847
- Oberea philippinensis Breuning, 1962
- Oberea phungi Breuning, 1967
- Oberea pictipes Pascoe, 1867
- Oberea pigra (Newman, 1851)
- Oberea pontianakensis Breuning, 1962
- Oberea postbrunnea Breuning, 1977
- Oberea posticata Gahan, 1894
- Oberea praedita Pascoe, 1867
- Oberea praelonga Casey, 1913
- Oberea protensa Pascoe, 1867
- Oberea pruinosa Casey, 1913
- Oberea pseudannulicornis Breuning, 1982
- Oberea pseudobalineae Breuning, 1955
- Oberea pseudolacana Breuning, 1956
- Oberea pseudoneavei Breuning, 1976
- Oberea pseudonigrocincta Breuning, 1962
- Oberea pseudopascoei Breuning, 1950
- Oberea pseudopictipes Breuning, 1962
- Oberea pseudoposticata Breuning, 1962
- Oberea pseudovaricornis Hunt & Breuning, 1956
- Oberea puncticollis Breuning, 1962
- Oberea punctiventris Heller, 1915
- Oberea pupillata (Gyllenhal, 1817)
- Oberea quadricallosa LeConte, 1874
- Oberea quianga Heller, 1915
- Oberea reductesignata Pic, 1916
- Oberea reimschi Breuning, 1962
- Oberea rhodesica Breuning, 1953
- Oberea rondoni Breuning, 1965
- Oberea rotundipennis Breuning, 1956
- Oberea rubetra Pascoe, 1858
- Oberea ruficollis (Fabricius, 1793)
- Oberea rufiniventris Breuning, 1968
- Oberea rufiventris Aurivillius, 1914
- Oberea rufoantennalis Breuning, 1962
- Oberea rufosternalis Breuning, 1962
- Oberea rufotrigonalis Breuning, 1950
- Oberea sanghirica Breuning, 1962
- Oberea sanguinalis (Kolbe, 1893)
- Oberea sansibarica Harold, 1880
- Oberea satoi Kurihara, 2009
- Oberea schaumii LeConte, 1852
- Oberea scutellaris Gerstaecker, 1855
- Oberea scutellaroides Breuning, 1947
- Oberea semifusca Breuning, 1962
- Oberea semifuscipennis Breuning, 1950
- Oberea semimaura Pascoe, 1867
- Oberea seminigra Chevrolat, 1841
- Oberea semiorbifera (Aurivillius, 1914)
- Oberea semirubra Breuning, 1962
- Oberea senegalensis Breuning, 1962
- Oberea sericeiventris Breuning, 1950
- Oberea shibatai Hayashi, 1962
- Oberea shimomurai Kurihara & N. Ohbayashi, 2007
- Oberea shirahatai Ohbayashi, 1956
- Oberea shirakii Hayashi, 1963
- Oberea silhetica Breuning, 1962
- Oberea sinense Pic, 1902
- Oberea sobosana Ohbayashi, 1956
- Oberea sobrina (Boisduval, 1835)
- Oberea strigicollis Gressitt, 1942
- Oberea subabdominalis Breuning, 1962
- Oberea subbasalis Breuning, 1950
- Oberea subdiscoidalis Lepesme & Breuning, 1952
- Oberea subelongatipennis Breuning, 1955
- Oberea subferruginea Breuning, 1965
- Oberea subneavei Breuning, 1962
- Oberea subnigrocincta Breuning, 1950
- Oberea subsericea Breuning, 1962
- Oberea subsuturalis Breuning, 1954
- Oberea subtenuata Breuning, 1968
- Oberea subteraurea Breuning, 1962
- Oberea subtrigonifera Breuning, 1958
- Oberea subvaricornis Breuning, 1962
- Oberea subviperina Breuning, 1960
- Oberea sumbana Breuning, 1962
- Oberea sumbawana Breuning, 1962
- Oberea sumbawanica Breuning, 1962
- Oberea sumbawensis Breuning, 1962
- Oberea taihokuensis Breuning, 1962
- Oberea taiwana Matsushita, 1933
- Oberea tatsienlui Breuning, 1947
- Oberea tenggeriana Breuning, 1963
- Oberea tenuata Pascoe, 1866
- Oberea travancorensis Breuning, 1962
- Oberea tricolor Aurivillius, 1924
- Oberea tricoloricornis Breuning, 1961
- Oberea trigonalis Breuning, 1950
- Oberea trilineata (Chevrolat, 1858)
- Oberea tripunctata (Swederus, 1787)
- Oberea truncatipennis Breuning, 1962
- Oberea tsuyukii Kurihara & N. Ohbayashi, 2007
- Oberea ulmicola Chittenden, 1904
- Oberea umebayashii Ohbayashi, 1964
- Oberea unimaculicollis Breuning, 1962
- Oberea uninotaticollis Pic, 1939
- Oberea viperina Pascoe, 1858
- Oberea vittata Blessig, 1872
- Oberea walkeri Gahan, 1894
- Oberea wittei Breuning, 1954
- Oberea yaoshana Gressitt, 1942
- Oberea yasuhikoi Kusakabe, 2001
- Oberea yunnana Pic, 1926
- Oberea yunnanensis Breuning, 1947